# Bistum Chachapoyas
Das Bistum Chachapoyas (lat.: Dioecesis Chachapoyasensis, span.: Diócesis de Chachapoyas) ist ein in den nordperuanischen Anden gelegenes Bistum. Es umfasst die Provinzen Bagua, Bongará, Chachapoyas, Luya und Rodríguez de Mendoza.

## Geschichte

### Von der Jesuitenmission zur Diözese Maynas
Die Diözese Chachapoyas ging aus der 1634 gegründeten Jesuitenmission Maynas hervor. Diese Jesuitenmission deckte zu jener Zeit das Gebiet zwischen den Flüssen Río Santiago, Marañón, Huallaga, Ucayali, Napo und Putumayo ab. Als den Jesuiten im Jahr 1769 trotz erfolgreicher Arbeit das Gebiet entzogen wurde, waren in diesem Gebiet bereits Städte wie z. B. Santiago de la Laguna (heute: Lagunas), Nuestra Señora de las Nieves de los Yurimaguas (heute: Yurimaguas) gegründet worden. Ab 1773 unterstand die Mission dem damaligen Bistum Quito.
Am 18. Mai 1803 entschied Papst Pius VII., das Bistum Maynas zu errichten. und beauftragte die Franziskaner mit ihrer Betreuung. Im Jahr 1805 wurde Hipólito Antonio Sánchez Rangel de Fayas, der zu jener Zeit in Havanna lebte, zum ersten Bischof der noch jungen Diözese ernannt. Seine Weihe erhielt er am 22. Dezember 1805 in Quito, Ecuador. Bis 1824 hatte er dieses Amt inne. Der Hauptsitz der Diözese Maynas wurde mehrmals gewechselt. Der erste Diözesansitz war in Jeberos, zur Zeit der Bistumsgründung einer der wichtigsten Orte der Region. Bereits während der Amtszeit des ersten Bischofs wurde der Diözesansitz 1812 nach Moyobamba verlegt. Am 2. Juni 1843, zur Zeit der Gründung des damaligen Departamentos Amazonas, wurde der Diözesansitz schließlich nach Chachapoyas verlegt und das Bistum nach dem neuen Sitz in Bistum Chachapoyas umbenannt. Auf Drängen der peruanischen Regierung wurde die Ostgrenze der Region am Marañón festgelegt.

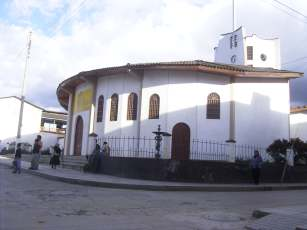
Kathedrale von Chachapoyas

### Gebietsabtretungen
Nachdem sie anfänglich eine sehr große Diözese war, wurde sie mehrmals geteilt. Nachdem die Grenzen nach Ecuador und Kolumbien festgelegt worden waren, gingen Gebietsanteile an die dortigen Diözesen. 1900 wurden Gebietsanteile zur Gründung der Apostolischen Präfektur San León del Amazonas abgetreten. 1908 wurden Gebiete zur Errichtung des Bistums Cajamarca und 1946 die Provinz Condorcanqui und Teile der Provinz Bagua zur Errichtung des Apostolischen Vikariats Jaén en Peru o San Francisco Javier abgegeben. Die heutige Region San Martín wurde 1948 als Territorialprälatur Moyobamba von der Diözese abgespalten.